# Електроадгезія
Електроадгезія — зчеплення різних тіл під впливом зовнішнього електростатичного поля. Сам ефект зчеплення має назву ефект електроадгезії.
Перші електроадгезійні з'єднання були отримані практично одночасно в СРСР і США у другій половині 20 століття. Електроадгезійні з'єднання використовуються нині при виготовленні самих транзисторів, світлодіодів, елементів сонячних батарей, лазерних гіроскопів.
За оберненістю електроадгезійні з'єднання поділяються на три види:
1. обернені (зчеплення зникає після зняття ЗЕП);
2. напівобернені (зчеплення зберігається протягом деякого часу після зняття ЗЕП - іноді від декількох хвилин до декількох днів);
3. необернені, що зберігаються десятиліттями після припинення дії ЗЕП. Причому міцність зчеплення (адгезійна міцність) в останньому випадку досягає 10-17 Мпа.